# Chronos (Magazin)
Chronos ist eine Special-Interest-Zeitschrift zum Thema Uhren und wird seit 1992 von der Ebner Media Group GmbH & Co. KG in Ulm verlegt. Neben der deutschsprachigen Ausgabe wird Chronos auch in China, Japan, Korea, Polen und – angereichert mit lokalen Inhalten – unter dem Namen "Watchtime" in den USA verlegt.
Die deutschsprachige Chronos erscheint sechs Mal pro Jahr und bietet neben einer Sonderausgabe zur Baselworld-Messe und einem Sport-Uhren-Katalog eine jährlich erscheinende Uhren-Edition. Neben Produktnews, Tests, Porträts und Interviews stellt Chronos insbesondere Hintergrundinformationen aus der Uhren-Welt in Form von Reportagen und Brennpunktthemen bereit.
Seit dem 1. Dezember 2008 hat Chronos in Kooperation mit dem Uhren-Magazin und Klassik-Uhren ein neues Uhren-Portal "Watchtime.net" gestartet, dem eine umfassende Datenbank als Recherche-Instrument angeschlossen ist.